# Pudar
Pudar is een bestuurslaag in het regentschap Serang van de provincie Banten, Indonesië. Pudar telt 4879 inwoners (volkstelling 2010).